# Beriozovka (raïon d'Arzamas)
Beriozovka (Берёзовка) est un village de Russie dans le raïon d'Arzamas de l'oblast de Nijni Novgorod, siège administratif du conseil rural de Beriozovka qui comprend huit autres villages et hameaux. Il est considéré comme étant dans la banlieue verte d'Arzamas.

## Géographie
Le village se trouve sur la rive droite de la Tiocha. Il est adjacent au nord à Arzamas, fusionnant avec la ville à travers le microdistrict de Berezovsky, formé en 1979. Au nord-ouest, il borde le microdistrict de Zaretchny. Au nord du village, il y a une forêt de bouleaux, ce qui explique probablement le nom du village (bouleau se dit « berioza » en russe). Il se trouve à 1 km du petit village de Zaretchnoïe qui possède deux églises inscrites au patrimoine architectural.

## Infrastructures
Le village dispose d'une station de pompiers, d'une ferme industrielle de bétail, d'un potager communautaire (jardin ouvrier), d'une base de ski de fond avec l'été des pistes pour automobiles et motos et d'une maison de la culture.

## Histoire

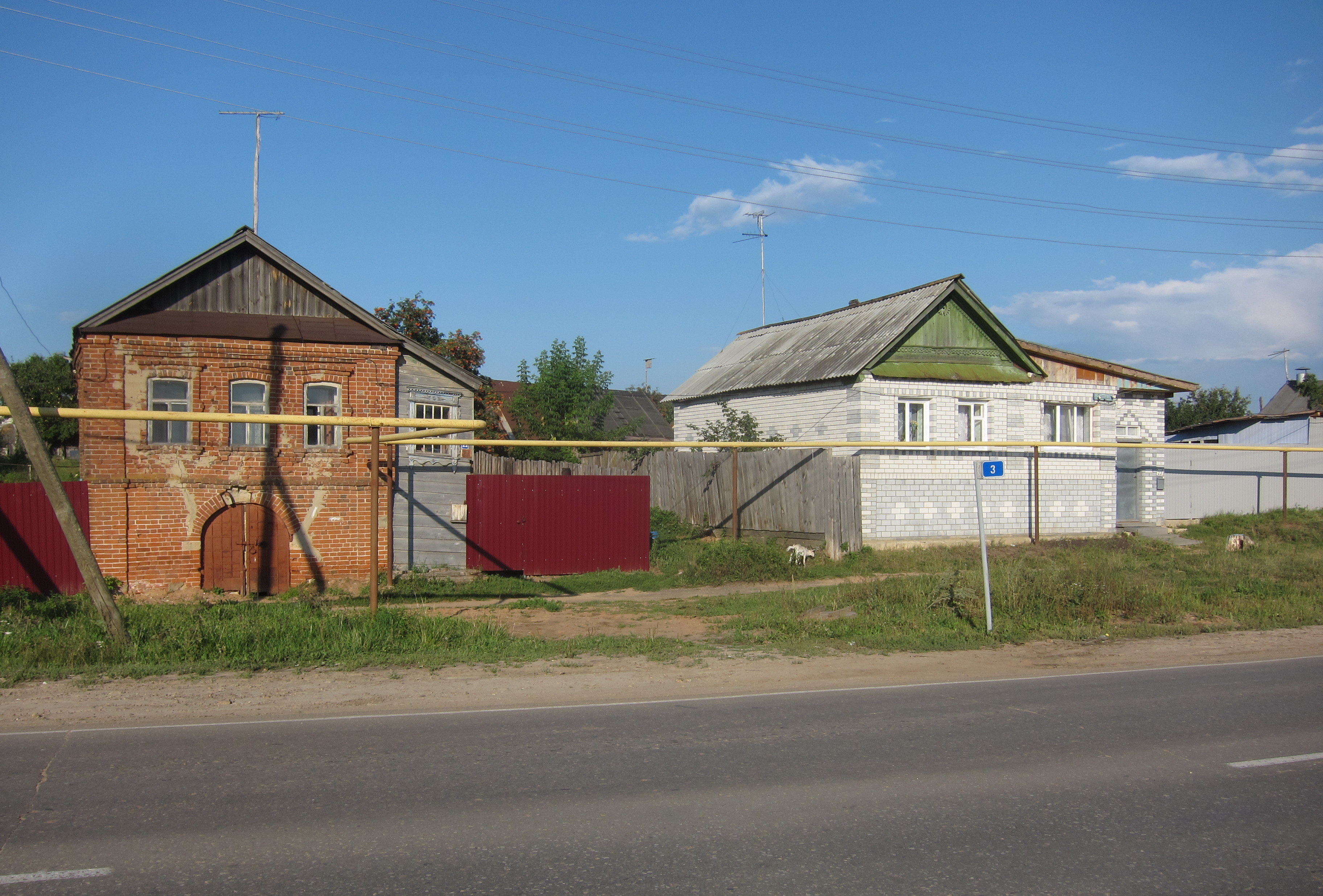
Vieilles maisons donnant rue Dorojnaïa, la voie principale du village.

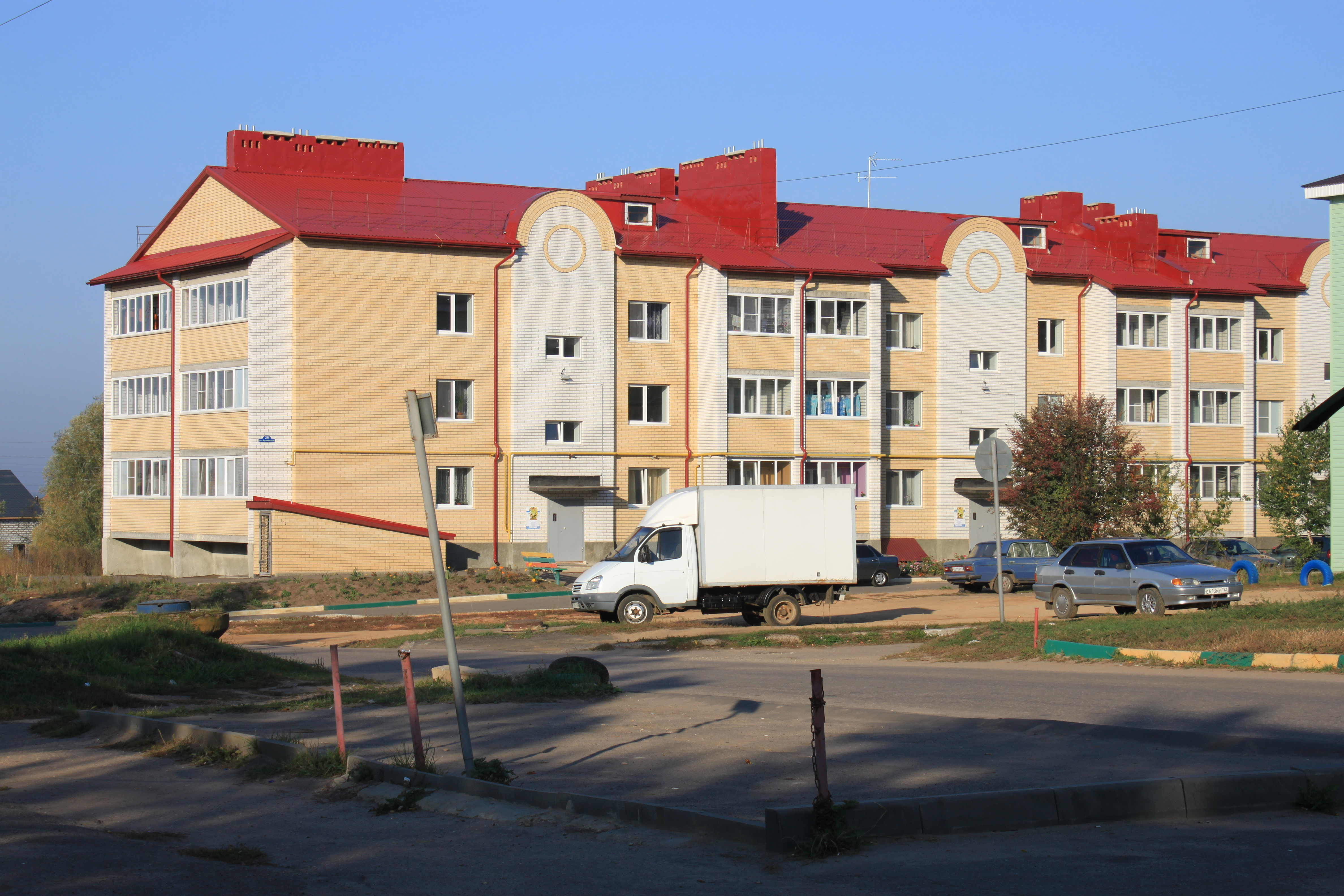
Nouvel immeuble construit dans les années 2010.

Le village a été fondé par des paysans russes. Ils étaient occupés à l'agriculture, à l'artisanat et au métier de fourreurs à la fin du XIXe siècle. Ils cultivaient du seigle, du blé, de l'avoine, de la pomme de terre et de la betterave. Ils excellaient dans la confection de manteaux en peau de mouton et de chèvre et étaient surnommés à l'époque les chevriers, pour leurs élevages de chèvres; ils faisaient des manteaux de fourrure et de peaux, cousaient des chapkas. 
Dans les années 1940, il y avait environ 95 maisons et un kolkhoze du nom de Staline pour la production de seigle, d'orge, de blé et de millet, ainsi qu'une ferme d'élevage. Il y avait aussi des entrepôts pour le stockage des céréales, abandonnés dans les années 1990. Beaucoup d'hommes du village furent mobilisés au front de la Grande Guerre patriotique et beaucoup y moururent. Après guerre, on trouvait dans la centaine de maisons des lopins individuels et l'on y élevait des vaches, des chèvres et des poules.
On commence à louer des lopins de terre pour construire des datchas à la fin des années 1970 dans une nouvelle partie du territoire du village qui se couvre de nouvelles maisons. Le conseil rural de Beriozovka est formé en 1987. Au début des années 1990, Beriozovka était le domaine de l'école technique agricole d'État Novikov. Le conseil du village, le bâtiment administratif de la ferme d'État, le complexe d'élevage et les ateliers mécaniques s'y trouvaient également. Dans la partie ancienne de Beriozovka, il y avait 73 ménages et 112 habitants.

## Population
D'après les données du bureau hydrographique du gouvernement de Nijni Novgorod de 1912, on comptait 80 foyers et 505 habitants.
En 1978, le village comptait 275 habitants et en 1992, il y avait 1 934 habitants, grâce à son nouveau quartier.
- 2002 : 1997 habitants
- 2009 : 2110 habitants
- 2010 : 2444 habitants
- 2021 : 4394 habitants

## Galerie

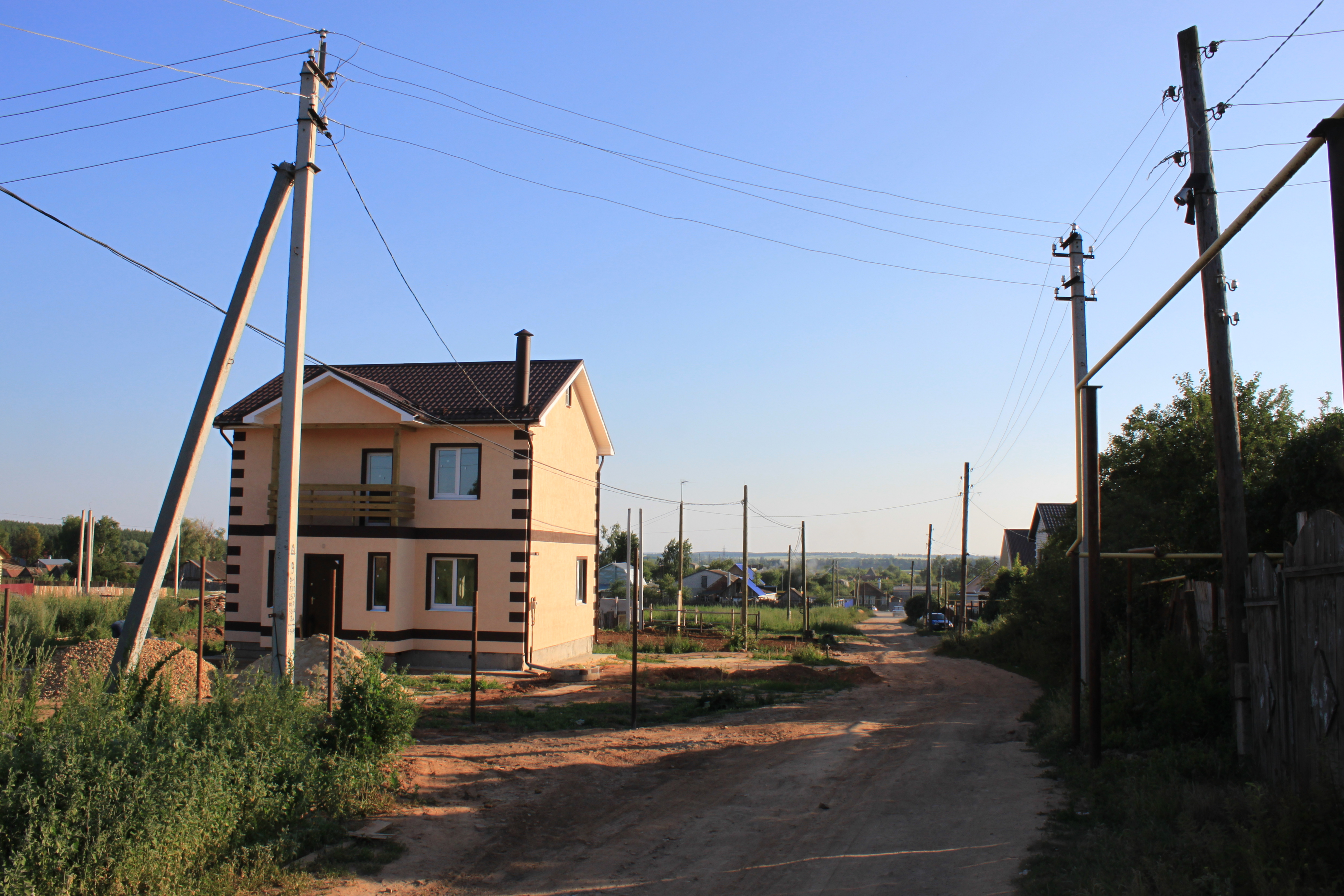
Une rue secondaire.
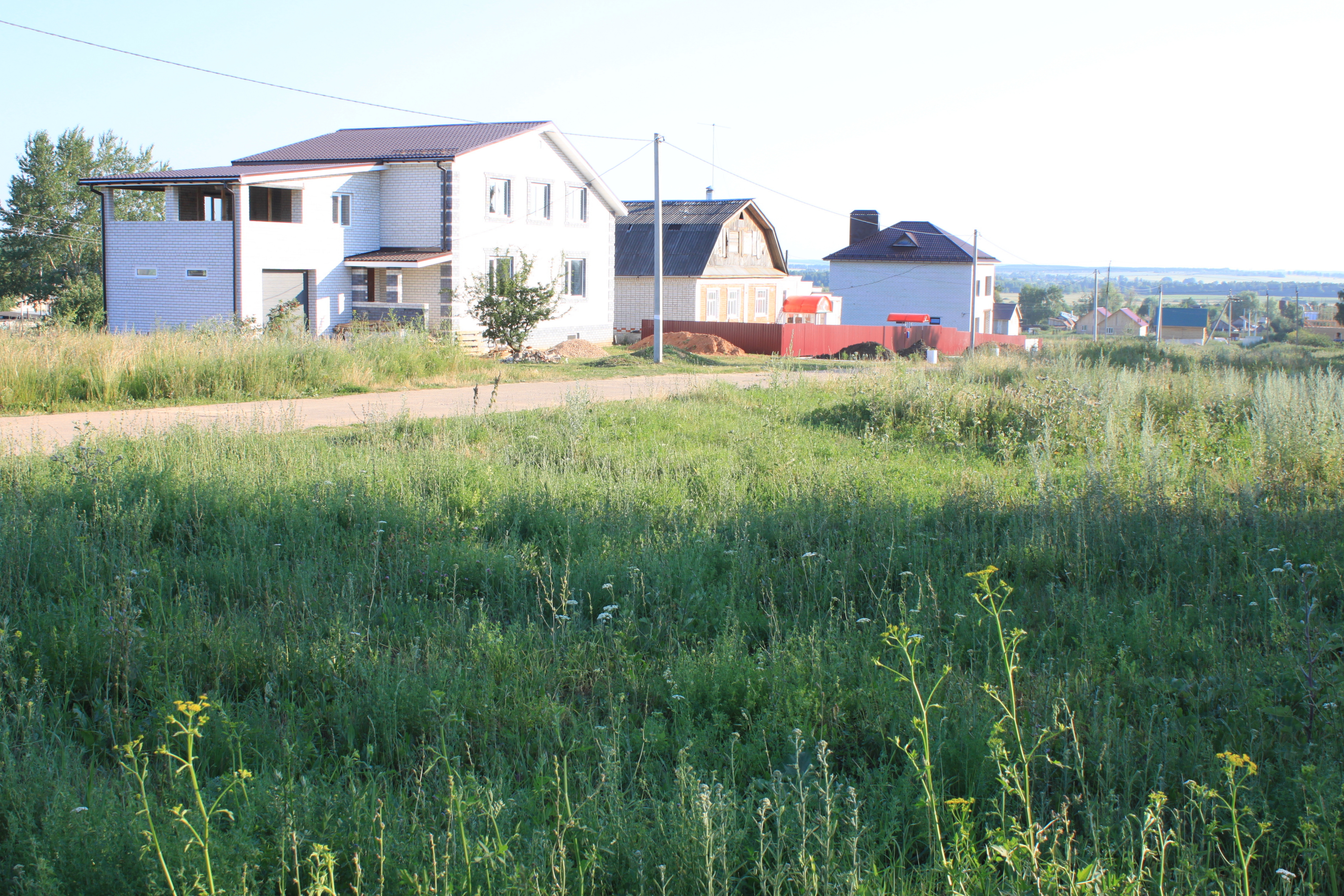
Nouvelles maisons.
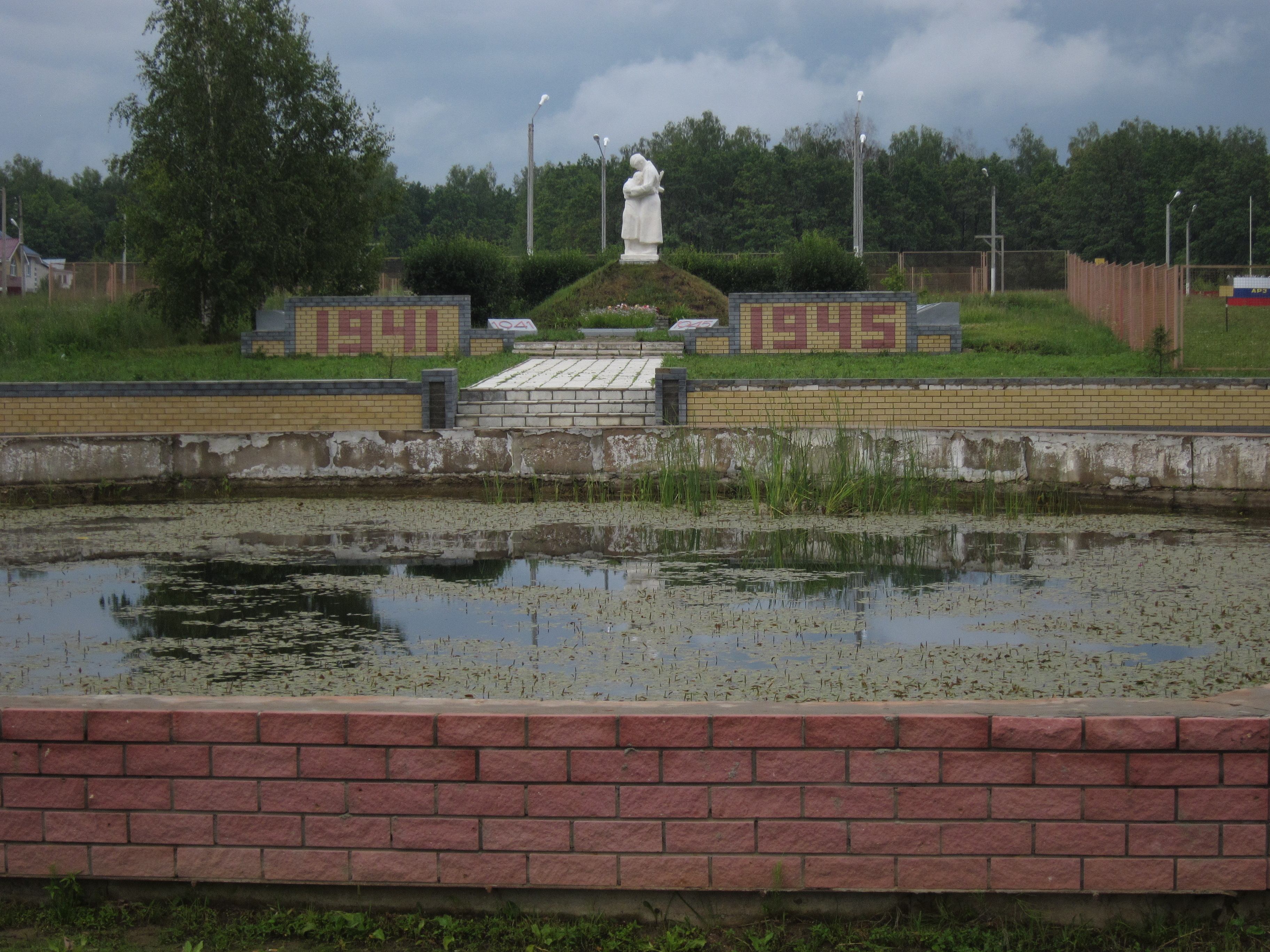
Monument aux morts de la Grande Guerre patriotique.
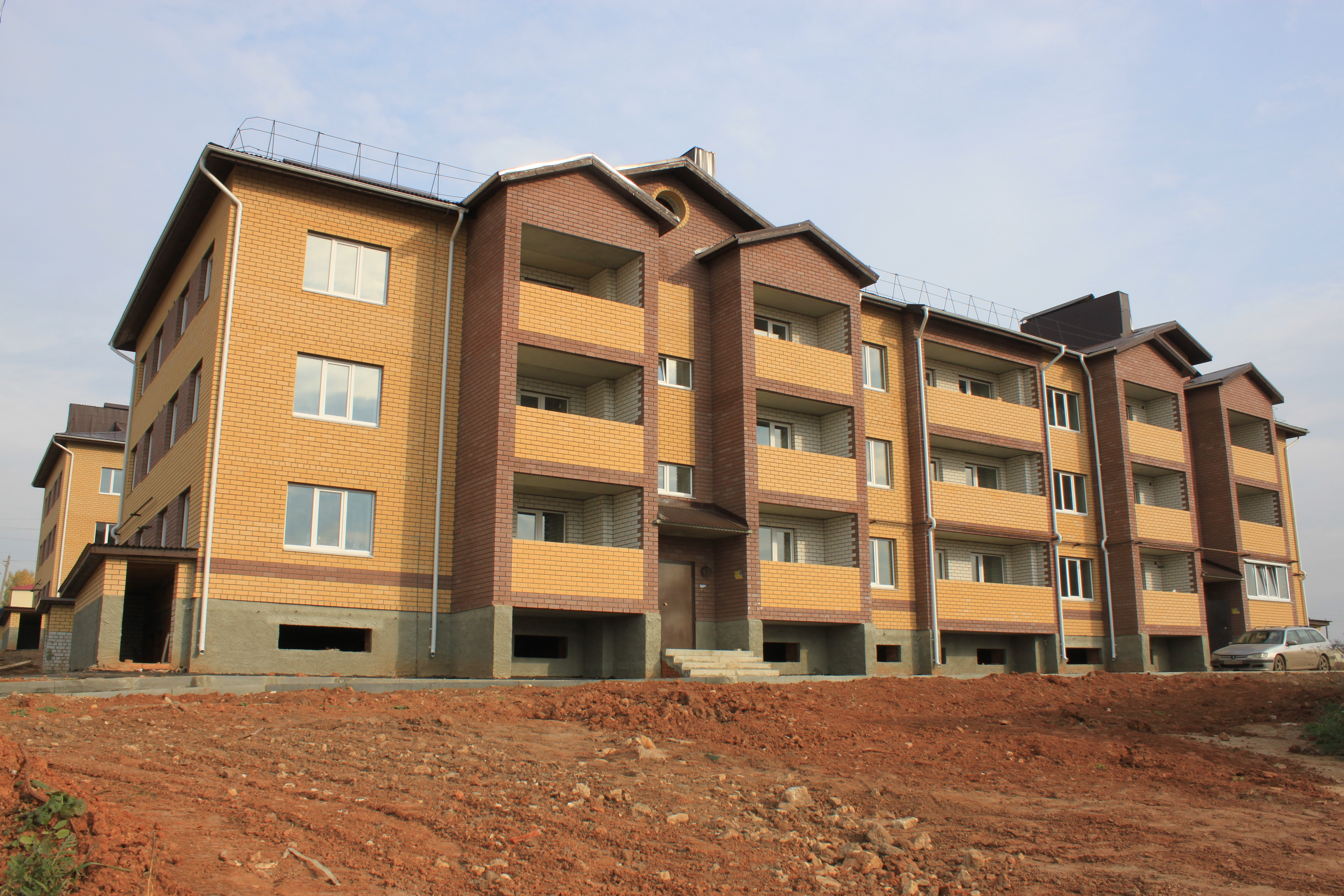
Immeuble en construction.